# گمینا پووتوسک
گمینا پووتوسک (به لهستانی:  Gmina Pułtusk) یک گمینا در لهستان است که در شهرستان پووتوسک واقع شده‌است. گمینا پووتوسک ۱۳۳٫۷۲ کیلومتر مربع مساحت و ۲۳٬۸۰۹ نفر جمعیت دارد.

## خواهرخوانده
شهر نیو بریتین، کنتیکت خواهرخواندهٔ گمینا پووتوسک هست.